# Titz

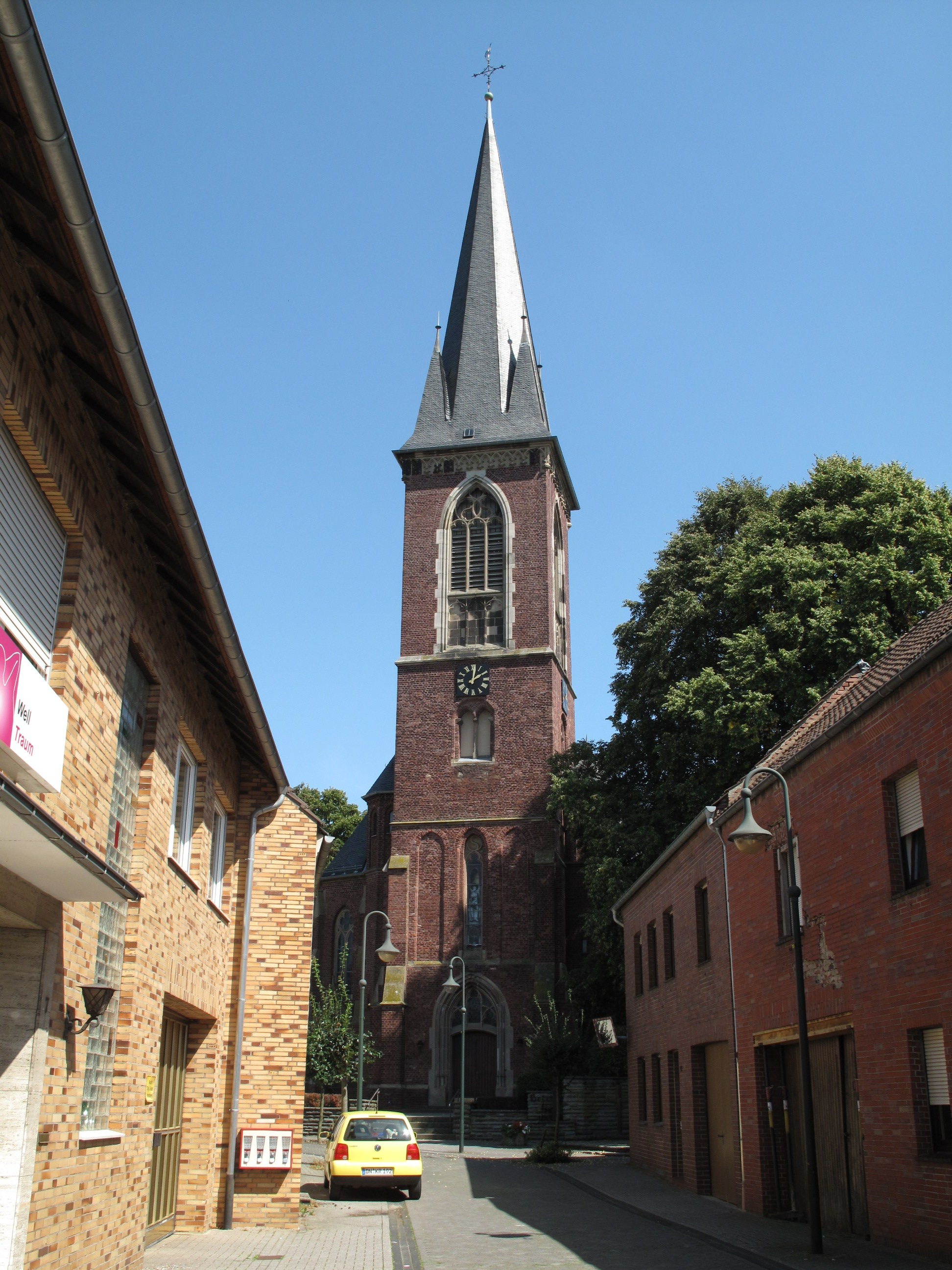
Ortskern Titz

Titz ist eine ländlich geprägte Gemeinde im Norden des Kreises Düren (Nordrhein-Westfalen).

## Geografie
Die Gemeinde Titz liegt in der Jülicher Börde. Im Süden befindet sich die Sophienhöhe. Östlich und nordöstlich der Gemeinde liegt der Braunkohletagebau Garzweiler.

### Gewässer
Der Malefinkbach entspringt bei Titz und fließt zur Rur.

### Nachbargemeinden
Im Uhrzeigersinn
- Kreis Heinsberg: Stadt Erkelenz
- Rhein-Kreis Neuss: Stadt Jüchen
- Rhein-Erft-Kreis: Stadt Bedburg, Stadt Elsdorf
- Kreis Düren: Gemeinde Niederzier, Stadt Jülich, Stadt Linnich

### Gemeindegliederung
Die Gemeinde Titz setzt sich seit der Gebietsreform des Jahres 1975 aus 16 Ortsteilen zusammen:
- Ameln
- Bettenhoven
- Gevelsdorf
- Hasselsweiler
- Höllen
- Hompesch
- Jackerath
- Kalrath
- Müntz
- Mündt
- Opherten
- Ralshoven
- Rödingen
- Sevenich
- Spiel
- Titz (namensgebender Hauptort der Gemeinde; Ortsvorsteher: Norbert Schiffer)

Die Ortschaft Titz selbst hat 2672 Einwohner (Stand: 31. Dezember 2019).

## Geschichte

### Eingemeindungen
Am 1. Juli 1969 wurden die ehemaligen Gemeinden Gevelsdorf, Hasselsweiler und Müntz eingegliedert. Am 1. Januar 1972 kam Rödingen hinzu. Aus der aufgelösten Gemeinde Garzweiler wurden Titz 4,80 km² mit damals 763 Einwohnern zugewiesen.

## Politik

### Gemeinderat
Der Gemeinderat ist die kommunale Volksvertretung der Gemeinde Titz. Über die Zusammensetzung entscheiden die Bürger alle fünf Jahre, zuletzt am 13. September 2020.

### Bürgermeister
Bürgermeister der Gemeinde ist seit dem 21. Oktober 2009 Jürgen Frantzen (CDU); bei der Kommunalwahl am 13. September 2020 wurde er mit einem Ergebnis von 72,4 Prozent der Stimmen im Amt bestätigt.
Bisherige Bürgermeister (seit der kommunalen Neugliederung):
- 1969 bis 1994: Wilhelm Lieven (* 2. September 1934; † 16. September 2014), CDU
- 1994 bis 1999: Hans-Jürgen Herrmann (* 9. Januar 1947), SPD
- 1999 bis 2009: Josef Nüßer (* 16. Mai 1953), CDU
- seit Okt. 2009: Jürgen Frantzen (* 16. Dezember 1962), CDU

### Wappen und Banner

Wappen des ehemaligen Amtes Titz
Banner der Gemeinde Titz

Der Gemeinde Titz ist das Recht zur Führung eines Wappens verliehen worden.
| Wappen von Titz | Blasonierung: „In gold (gelb) ein rotbewehrter und -bezungter schwarzer Löwe, begleitet (heraldisch) rechts von drei, links von zwei sechsstrahligen blauen Sternen; links oben befindet sich ein abnehmender blauer Mond.“                                                                     |
| Wappen von Titz | Wappenbegründung: Das Wappen wurde 1972 vom Amt Titz übernommen und entstammt einem Schöffensiegel von 1343. Es zeigt den schwarzen Löwen des Herzogtums Jülich, zu dem Titz früher gehörte. Die Sterne stehen für die Anzahl der ehemaligen Gemeinden, die Bedeutung des Mondes ist ungeklärt. |

Der Gemeinde ist ferner das Recht zur Führung einer Flagge (Banner) verliehen worden.
Beschreibung des Banners„Blau-gelb im Verhältnis 1:1 längs-gestreift mit dem Gemeindewappen in der oberen Hälfte.“

## Kultur und Sehenswürdigkeiten

### Bauwerke

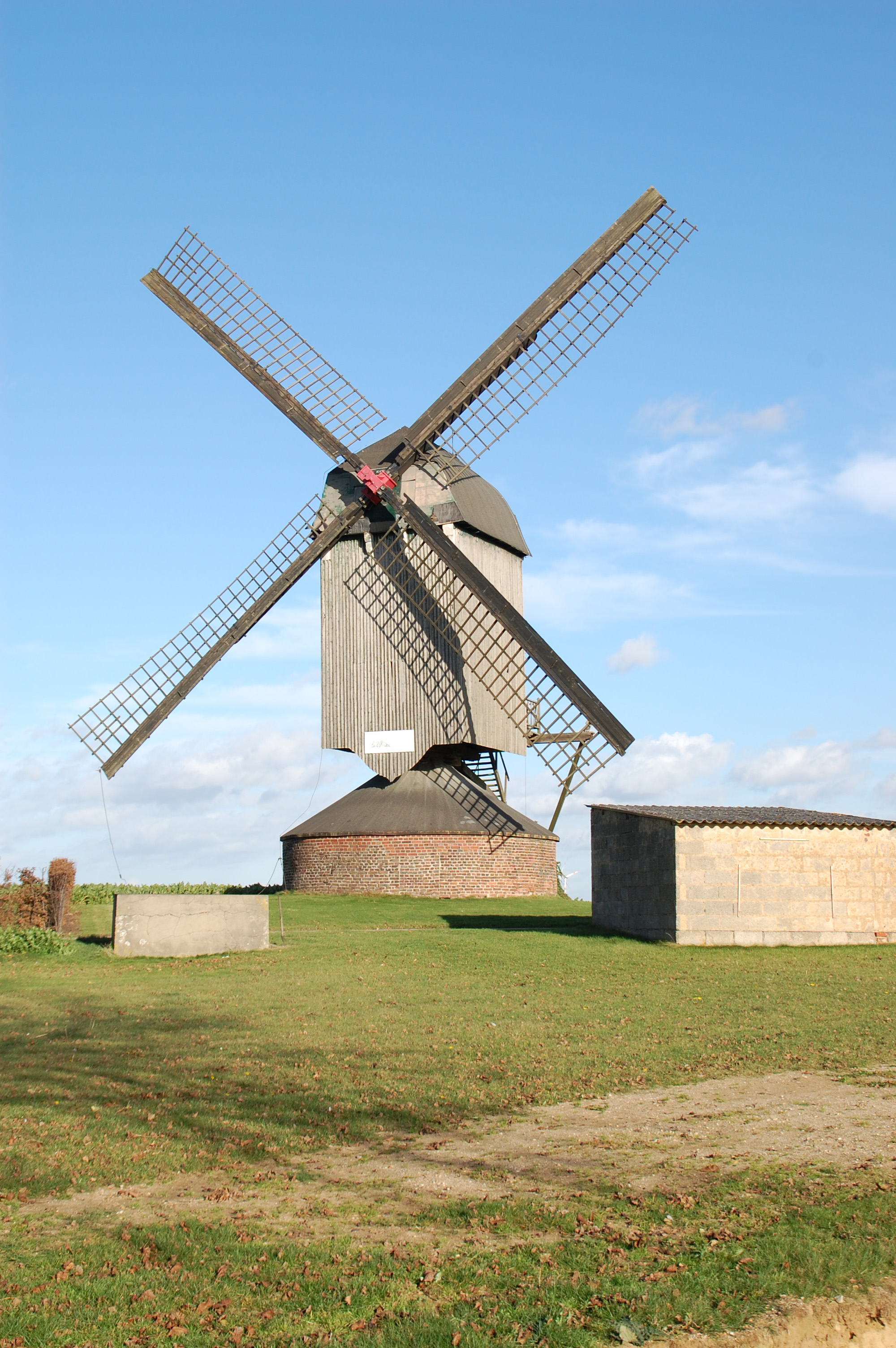
Düppelsmühle

- Die Katharina-Kapelle in Höllen weist Reste mittelalterlicher Wandmalerei auf.
- Die Düppelsmühle in Titz, eine Bockwindmühle aus dem 16. Jhd. Ehemals als Windmühle in Efferen, in Titz im Jahr 1830 aufgestellt.[9]
- Die Bockwindmühle aus Spiel befindet sich seit 1959 im Rheinischen Freilichtmuseum Kommern.

#### Katholische Kirche
Die Kirche St. Cosmas und Damian ist die römisch-katholische Pfarrkirche des Ortsteils Titz.

#### Synagoge
In Rödingen existiert eine der wenigen erhaltenen Landsynagogen im Rheinland. Das LVR-Kulturhaus Landsynagoge Rödingen zeigt hier in einer Dauerausstellung Jüdisches Leben im Rheinland und bietet zahlreiche Veranstaltungen an. In Rödingen und Müntz befinden sich jüdische Friedhöfe.

#### Evangelisches Gemeindezentrum

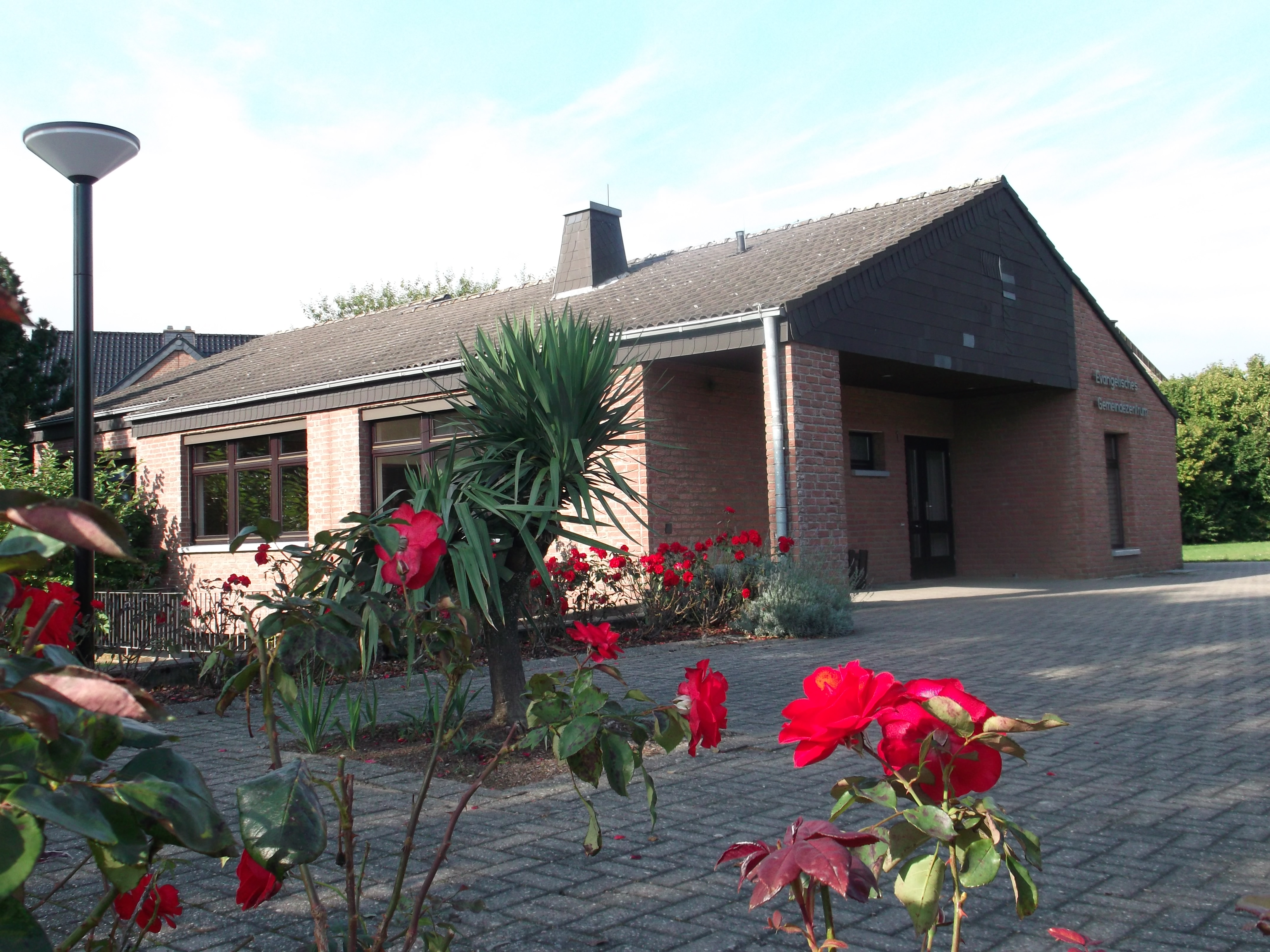
Evangelisches Gemeindezentrum Titz

Die evangelische Kirchengemeinde Kirchherten unterhält in Titz ein Gemeindezentrum, das für Gottesdienste, Frauenkreise, kirchlichen Unterricht und einen Bibelkreis genutzt wird. Das multifunktionale Gebäude besitzt zwei farbige Glasfenster des Alsdorfer Glaskünstlers Ludwig Schaffrath.

### Matronensteine
Im Jahre 1785 wurden zwischen Rödingen und Höllen neun Matronensteine aus der römischen Siedlungsphase gefunden. Ein Stein ist noch erhalten. Das Original steht im Reiss-Museum Mannheim, je ein Duplikat im Foyer des Rathauses Titz und in der Ortschaft Rödingen Ecke Hohe Straße/Platz.

### Regelmäßige Veranstaltungen
- Karnevalsumzug in Titz am Tulpensonntag. Veranstalter ist die Interessengemeinschaft Titzer Karneval e. V.
- Straßenradrennen sowie Vatertagsfest. Veranstalter ist der SV 1919 Rödingen-Höllen e. V.
- Schützenfest in Titz am ersten Sonntag nach dem 8. September. Veranstalter ist die St. Antonius-Schützenbruderschaft Titz 1442 e. V.
- Schützenfest in Rödingen jedes Jahr am 3. Sonntag im Juli. Veranstalter ist die St. Sebastianus Schützenbruderschaft Rödingen e. V.

### Jakobsweg
Durch die Gemeinde Titz führt über Mündt, Opherten, Titz, Meerhof und Spiel ein Pilgerweg der Wege der Jakobspilger im Rheinland. Es ist der Weg 9, der von Dortmund nach Aachen führt. Stationen des Weges sind die benachbarten Orte Kaster und Jülich.

## Wirtschaft und Infrastruktur

### Landwirtschaft
2005 wurden 87 % der Gemeindefläche landwirtschaftlich genutzt. Damit ist die Gemeinde Titz die Kommune mit dem größten Anteil landwirtschaftlich genutzter Fläche in Nordrhein-Westfalen. Als Folge davon ist Titz mit einem Waldanteil von unter 4 % gleichzeitig die Kommune mit dem geringsten Waldanteil in Nordrhein-Westfalen.

### Verkehr
Die Autobahn A 44 verläuft durch die Gemeinde und bildet mit der Autobahn A 61 bei Jackerath das gleichnamige Autobahnkreuz.

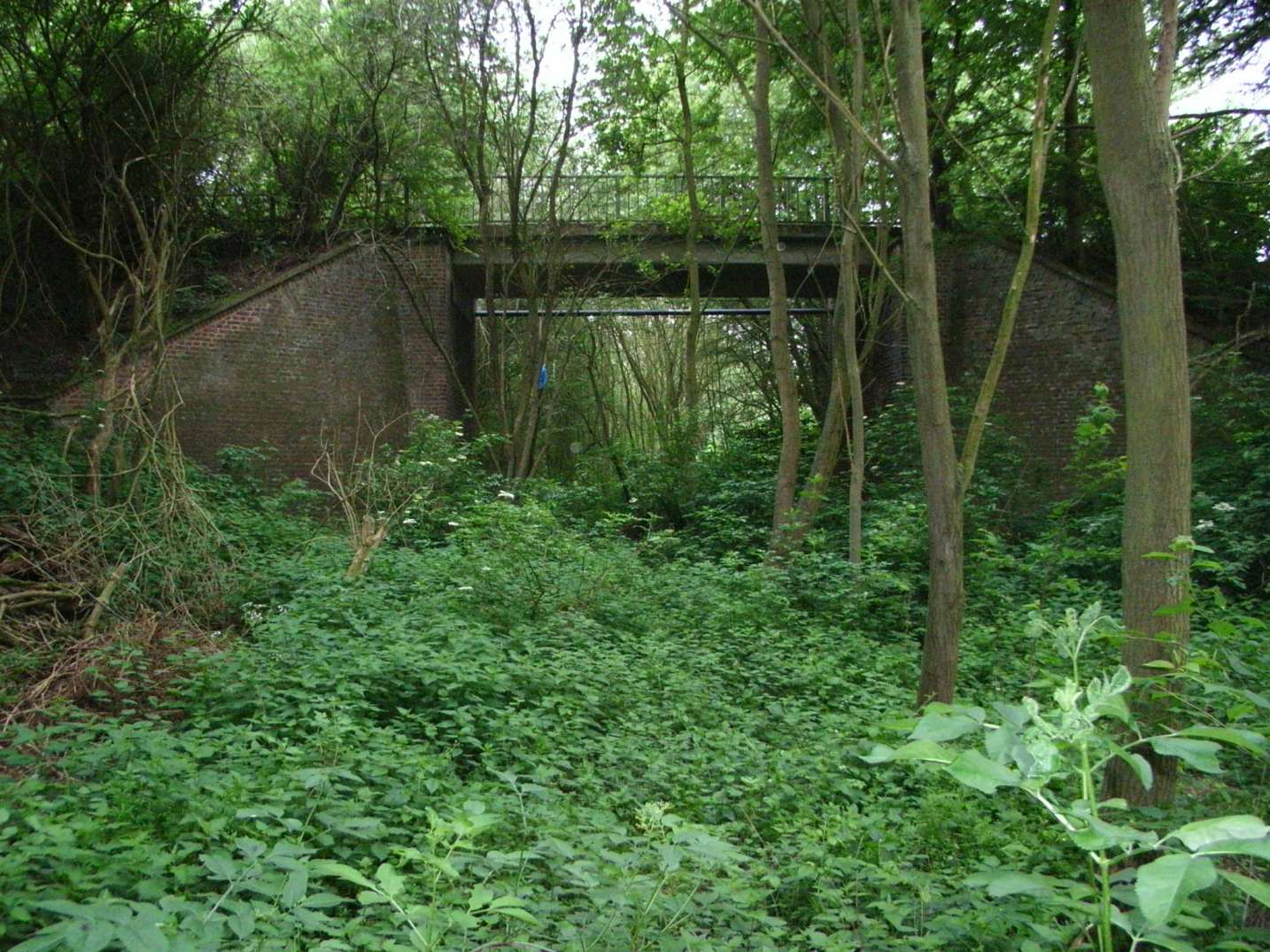
Ehemalige Bahntrasse zwischen Immerath und Titz

Titz hatte früher einen Haltepunkt an der Bahnstrecke Mönchengladbach–Stolberg. Da die Bahntrasse östlich der Ortschaft Titz in deutlichem Abstand vorbeiführte, befand sich der Titzer Haltepunkt am äußersten Nordostende an der Landstraße Richtung Jackerath. Obwohl Titz deutlich größer als Ameln ist, hatte Titz nur einen unbedeutenden Haltepunkt. Dieser bestand jedoch aus zwei Bahnsteigen, die sich bis heute – mittlerweile überwachsen – nördlich und südlich der Landstraße befinden.
Den ÖPNV stellt Rurtalbus durch die AVV-Buslinien 270, 284, 287 und SB 70 sowie einen Rufbus und ein Anrufsammeltaxi sicher. Bis zum 31. Dezember 2019 wurde der Busverkehr vom BVR Busverkehr Rheinland betrieben.
| Linie      | Verlauf |
| ---------- | --- |
| 270        | (Jülich Schulzentrum –) Walramplatz (→ Neues Rathaus) – Jülich Bf/ZOB – Krankenhaus – Lich-Steinstraß – Solar Campus – Pattern – Mersch – Sevenich – Spiel – Hasselsweiler – Titz |
| 284        | (Jülich Schulzentrum → Walramplatz →Neues Rathaus →) Jülich Bf/ZOB – Stetternich – Welldorf – Güsten – Höllen – Rödingen – Kalrath – Ameln – Titz – (Opherten – Mündt –) Jackerath |
| 287        | (Linnich Rathaus –) Linnich-SIG Combibloc – Kiffelberg – (Tetz – Boslar – Hompesch – Müntz) / (Gevenich – Kofferen – Hottorf) – Hasselsweiler / (Ralshoven – Gevelsdorf) – Titz |
| SB70       | Schnellbus: Jülich Walramplatz (→ Neues Rathaus) – Jülich Bf/ZOB – Krankenhaus – Solar Campus – Brainergy Park – Mersch – Titz |
| RufBus 282 | Rufbus: Titz – Jackerath – Erkelenz Bf (Mo–Fr tagsüber) |
| AST        | AnrufSammelTaxi: Mo–Fr abends, Sa nachmittags/abends, So Jülich Bf/ZOB – Jülich Innenstadt – Lich-Steinstraß / Stetternich – Pattern / Welldorf – Mersch / Serrest / Güsten – Hompesch / Sevenich / Höllen – Müntz / Spiel / Rödingen / Bettenhoven – Ameln / Hasselsweiler / Ralshoven – Gevelsdorf / Kalrath – Titz – Mündt / Opherten – Jackerath |

Titz ist in das Radwegenetz von Nordrhein-Westfalen eingebunden. Rad-Touristiker können sich am System der Knotenpunkte orientieren. Der Radwanderweg Wasserburgen-Route führt durch die Gemeinde.

### Landesbetrieb Straßenbau
Der Landesbetrieb Straßenbau, Niederlassung Krefeld unterhält in der Nähe des Autobahndreiecks die Autobahnmeisterei Titz.

### LVR-Amt für Bodendenkmalpflege im Rheinland
Das LVR-Amt für Bodendenkmalpflege im Rheinland, eine Dienststelle des Landschaftsverbandes Rheinland (LVR), unterhält in Titz-Höllen eine Außenstelle. Diese ist für die archäologischen Grabungen in den Braunkohlentagebauen Garzweiler, Hambach und Inden zuständig. Am alle zwei Jahre stattfindenden Tag der Archäologie können die Außenstelle mitsamt der Freiluftrekonstruktion eines Gehöfts aus der Eisenzeit sowie eine aktuelle Ausgrabung besichtigt werden.

## Persönlichkeiten
- Josef Neumann (1856–1912), Gründer des Abstinenzverbands Kreuzbund, 1901–1909 Pfarrer in Opherten.
- Wilhelm W. Hamacher (1930–2004), Kommunalbeamter und Heimatforscher, geboren und aufgewachsen in Titz.
- Ferdinand Esser (* 1936), Direktor des Landschaftsverbandes Rheinland (LVR) 1995–2001, in Jülich geboren.[11]
- Petra Hammesfahr (* 1951), Schriftstellerin und Drehbuch-Autorin, in Titz geboren.
- Anna Müller (Titz) (* 1998), deutsche Kartoffelkönigin.[12]